# Heroes of Might and Magic (серия игр)
Heroes of Might and Magic (сокращённо Heroes, HoMM; в российских изданиях «Герои меча и магии» или просто «Герои») — фэнтезийная и научно-фантастическая серия компьютерных игр в жанре пошаговой стратегии с элементами RPG, на данный момент включающая в себя семь основных частей. Первая игра серии, Heroes of Might and Magic: A Strategic Quest, была запланирована как спин-офф от основной серии Might and Magic, но позже преобразилась в самостоятельную франшизу. 
Вселенная Heroes of Might and Magic основана на вселенной Might and Magic. Сюжет первых трёх игр серии разворачивался в мире под названием Энрот. События четвёртой игры происходят в одном сеттинге с прежним миром, но на другой планете — Аксеот. В играх с V по VII события происходят в иной игровой вселенной — на Асхане, при этом в одном из дополнений Heroes VII действия снова происходят в Аксеоте (было решено вернуться к неиспользованным сценариям, написанным еще для Heroes IV). В Heroes of Might and Magic: Olden Era события вновь будут происходить на Энроте.
Формат именования шестой и седьмой игр серии был пересмотрен в связи с желанием Ubisoft сделать акцент на бренде Might and Magic, поэтому вместо привычного Heroes of Might and Magic они были названы Might and Magic Heroes VI и VII соответственно. Однако следующая игра серии — Heroes of Might and Magic: Olden Era — вновь использует привычное название.

## История
| 1995 | Heroes of Might and Magic                                    |
| 1996 | Heroes of Might and Magic II: The Succession Wars            |
| 1997 | Heroes of Might and Magic II: The Price of Loyalty           |
| 1998 |                                                              |
| 1999 | Heroes of Might and Magic III: The Restoration of Erathia    |
| 1999 | Heroes of Might and Magic III: Armageddon’s Blade            |
| 2000 | Heroes of Might and Magic III: The Shadow of Death           |
| 2000 | Heroes Chronicles                                            |
| 2001 | Heroes of Might and Magic: Quest for the Dragon Bone Staff   |
| 2002 | Heroes of Might and Magic IV                                 |
| 2002 | Heroes of Might and Magic IV: The Gathering Storm            |
| 2003 | Heroes of Might and Magic IV: Winds of War                   |
| 2004 |                                                              |
| 2005 |                                                              |
| 2006 | Heroes of Might and Magic V                                  |
| 2006 | Heroes of Might and Magic V: Hammers of Fate                 |
| 2006 | Dark Messiah of Might and Magic                              |
| 2007 | Heroes of Might and Magic V: Tribes of the East              |
| 2008 | Heroes of Might and Magic Online                             |
| 2009 | Might and Magic: Heroes Kingdoms                             |
| 2010 |                                                              |
| 2011 | Might & Magic Heroes VI                                      |
| 2012 | Might & Magic Heroes VI: Pirates of the Savage Sea Adventure |
| 2012 | Might & Magic Heroes VI: Danse Macabre                       |
| 2013 | Might & Magic Heroes VI: Shades of Darkness                  |
| 2014 | Might & Magic Heroes Online                                  |
| 2015 | Might & Magic Heroes VII                                     |
| 2016 | Might & Magic Heroes VII: Lost Tales of Axeoth               |
| 2016 | Might & Magic Heroes VII: Trial by Fire                      |
| 2017 |                                                              |
| 2018 |                                                              |
| 2019 |                                                              |
| 2020 |                                                              |
| 2021 |                                                              |
| 2022 |                                                              |
| 2023 |                                                              |
| 2024 |                                                              |
| 2025 | Heroes of Might and Magic: Olden Era                         |

Предтечей серии Heroes of Might and Magic считается игра King’s Bounty, выпущенная компанией New World Computing в 1990 году. Несмотря на то, что в отличие от первой части Heroes в ней отсутствовали развитие городов и добыча ресурсов, именно этой игрой были заложены основные принципы, получившие своё дальнейшее развитие в серии Heroes, — например, совмещение глобального режима игры с режимом тактических сражений. После King’s Bounty в 1994 году New World Computing также издала другую, малоизвестную для поклонников Heroes игру Hammer of the Gods производства Holistic Design, игровой процесс которой также напоминал Heroes за счёт совмещения двух режимов игры (глобального и тактического) и общей игровой механики. Главным дизайнером King’s Bounty и Heroes of Might and Magic был создатель основного франчайза Might and Magic — Джон Ван Канегем. Он же работал над второй и третьей играми серии Heroes, а также, в меньшей степени, над четвёртой частью.
Первая игра серии, Heroes of Might and Magic: A Strategic Quest, была разработана и выпущена в 1995 году под операционную систему MS-DOS. Игровой процесс первой части стал основополагающим для всех следующих игр серии. Heroes of Might and Magic приобрела популярность, и в 1996 году была выпущена её версия для Windows 95. Студия New World Computing была приобретена фирмой The 3DO Company, ставшей с тех пор постоянным издателем серии, и в том же году появилась игра Heroes of Might and Magic II, развившая успех первой части благодаря огромному количеству нововведений и значительно лучше проработанному сценарию. В 1997 году ко второй игре вышло дополнение — Price of Loyalty. В 1999 году появилась Heroes of Might and Magic III, в сентябре того же года к ней вышло дополнение Armageddon’s Blade, а в марте 2000 — дополнение Shadow of Death. Помимо двух крупных дополнений к Heroes III, 3DO также выпустила серию дополнительных кампаний Heroes Chronicles с минимумом изменений, что было расценено покупателями и прессой как маркетинговый ход и попытка нажиться на популярном бренде, и подорвало всеобщее доверие к компании. Как следствие, Heroes of Might and Magic IV разрабатывалась при неблагоприятных финансовых условиях, что косвенно сказалось на качестве игры. Четвёртая часть вышла в 2002 году и расколола поклонников игры спорными изменениями в игровой механике и посредственной графикой, хотя последняя всегда была одним из главных конкурентных преимуществ серии. В 2002 и 2003 годах вышли дополнения The Gathering Storm и Winds of War.
В мае 2003 года компания 3DO, бывшая бессменным издателем Heroes of Might and Magic, не сумела исправить своё бедственное положение и объявила себя банкротом. Все её активы были распроданы с аукциона. Права на основной франчайз Might and Magic и серию Heroes of Might and Magic были куплены компанией Ubisoft. По словам представителей компании, Джону Ван Канегему было предложено работать над пятой частью игры, однако он отказался. Зато удалось уговорить принять участие в проекте Роба Кинга — композитора, писавшего музыку для всех частей серии Heroes. Тендер на разработку Heroes of Might and Magic V, проводимый Ubisoft, выиграла российская компания Nival Interactive. Пятая часть популярной серии, представляющая собой — по мнению прессы и поклонников — удачный синтез идей третьей и четвёртой Heroes, вышла в 2006 году. В 2006 году появилось первое дополнение Hammers of Fate, а в 2007 году последовало второе Tribes of the East. В апреле 2010 года Ubisoft анонсировала следующую игру серии — Might & Magic Heroes VI. Над игрой работала студия Black Hole Entertainment, известная по играм Warhammer: Mark of Chaos и Armies of Exigo. Игра вышла в 2011 году и сменила геймплей в сторону упрощения, удобства и скорости по сравнению с предыдущими частями, что было обусловлено политикой Ubisoft. В апреле 2012 года Black Hole Entertainment прекратило работу над проектом, который доверили немецкой компании Limbic Entertainment. В 2013 году Limbic Entertainment выпустили финальное дополнение к шестым героям — Shades of Darkness, после чего занялись разработкой седьмой частью серии. В августе 2014 года состоялся анонс Might & Magic Heroes VII. Из нововведений серии можно отметить переработанное «колесо» навыков, а также возвращение привычных ресурсов, боевых машин и «чемпионов» у каждой фракции. Тем не менее, седьмая часть не смогла реабилитировать серию — после выхода игра получила негативные отзывы, связанные с отсутствием баланса и техническими проблемами. Дополнение 2016 года Trial by Fire ознаменовало завершение серии — из-за шквала критики игроков Ubisoft объявила о прекращении сотрудничества с Limbic Entertainment, что в свою очередь привело к закрытию проекта Might & Magic Heroes VII, а также заморозке франшизы в целом.
В августе 2024 года Ubisoft анонсировала новую часть Heroes of Might and Magic: Olden Era, выход которой запланирован на 2025 год.

## Игровой процесс
В играх серии Heroes of Might and Magic игроку предстоит сражаться с другими людьми или компьютерными противниками за обладание городами, источниками ресурсов, сокровищами и артефактами. В процессе игры он управляет героями — игровыми персонажами, которые исследуют глобальную карту и возглавляют армии существ во время боя, а также способны применять магию. Выигрывая битвы, герои приобретают опыт, и, набрав достаточное его количество, переходят на следующий уровень, увеличивая свои параметры. Сражения происходят на суше и на воде, в открытом поле и при осаде замков, с вражескими героями и нейтральными существами. Существа нанимаются в городах, также они могут быть наняты или присоединены на карте. Города являются центральным элементом игр серии. В них строятся здания для изучения заклинаний, доступа к новым бойцам, усиления обороноспособности и т. д.
И сражения, и путешествия происходят в пошаговом режиме. Конечная цель игры может заключаться в разных вещах — например, уничтожении противников или определённого героя, захвате города или артефакта.

### Карта приключений
В Heroes of Might and Magic основным местом действия является глобальная карта, называемая картой приключений, на которой расположены игровые объекты и путешествуют герои. На карте встречаются разные типы ландшафта, влияющие на скорость перемещения героев и, начиная с Heroes III, характеристики существ. Для перемещения по воде нужны корабли, которые можно построить на верфях, а также призвать с помощью магии. Также есть непроходимые объекты, такие как горы и деревья, ограничивающие передвижения героев. Начиная с третьей части в игре появились подземелья, выполняющие роль второго уровня глобальной карты наряду с поверхностью, или «верхним миром». Игровые объекты делятся на несколько типов:
- Глобальная карта в Heroes of Might and Magic I.Города — основной источник дохода и найма войск для своего владельца.
- Жилища существ — постройки, в которых можно бесплатно или за деньги вербовать новых существ. Владельцем постройки считается тот игрок, который установил над ней флаг; начиная с Heroes III контроль над жилищами увеличивает прирост соответствующих существ в городах.
- Источники ресурсов — постройки, ежедневно приносящие в казну игрока несколько единиц определённого ресурса.
- Сокровищницы — охраняемые постройки, несущие ценные призы, которые достанутся игроку, победившему стражей сокровищницы.
- Артефакты — ценные предметы, увеличивающие параметры носящего их героя, наделяющие его некой способностью или заклинанием, приносящие в казну доход и другими свойствами.
- Ресурсы — свободно лежащие скопления ресурсов, приносящие единовременный доход в казну.
- Обучающие постройки — однажды за партию увеличивают параметры посетившего их героя, обучают его навыку или заклинанию.
- Исследовательские постройки — после их посещения открывают для игрока часть карты.

### Ресурсы
В большинстве игр серии Heroes наличествует семь видов ресурсов. Золото — основной ресурс, необходимый для найма героев и существ, строительства городских зданий. Главным источником золота является ежедневный доход от городов и от золотых шахт на карте приключений. Дерево и руда — основные строительные материалы, их приносят лесопилки и шахты. Кристаллы, самоцветы, ртуть и сера — наиболее редкие ресурсы, необходимые для строительства особых зданий и найма наиболее сильных существ. В Heroes VI разработчики оставили из редких ресурсов только кристаллы, сократив число разновидностей всех ресурсов до четырёх. Помимо добычи из шахт, ресурсы могут быть расположены в виде кучек на карте приключений, а также получены разово или регулярно в соответствующих зданиях.

### Герои
Герои нанимаются в городах, исследуют карту и водят в бой существ. Герой обязан иметь не менее одного существа, сами существа также не могут самостоятельно перемещаться по карте (исключение составляет Heroes of Might and Magic IV). Герои имеют четыре параметра, растущих с уровнем:
- Атака и защита складываются с аналогичными характеристиками существ героя, увеличивая урон, наносимый существами, и уменьшая ущерб, получаемый ими, соответственно.
- Сила магии увеличивает эффективность большинства заклинаний тем выше, чем больше её показатель.
- Знание увеличивает запас маны, расходуемой на применение заклинаний (кроме Heroes I, где знание напрямую задаёт возможное число применений каждого заклинания).

Начиная с Heroes of Might and Magic II, при получении нового уровня опыта герои могут также изучить или улучшить один из дополнительных навыков, предоставляемых на выбор и имеющих несколько степеней мастерства. Также герои делятся на классы, от принадлежности к которым зависит направление развития базовых параметров и вероятность появления в выборе тех или иных навыков. В Heroes of Might and Magic IV герои получили возможность лично участвовать в битве. В Heroes of Might and Magic V эти нововведения были отменены: в дополнение к магии, герои сохранили лишь возможность нанести удар оружием в свою очередь хода.

### Существа
Герои возглавляют армии, состоящие из различных реальных и мифологических существ. Существ одного вида можно объединять в отряды, при этом число отрядов в составе одной армии ограничено (начиная с Heroes of Might and Magic III, герой может вести за собой до семи отрядов). Основной источник армии — это жилища определённых существ, которые строятся в городах или могут быть посещены на карте приключений. В начале каждой игровой недели в жилищах появляются новобранцы, которых можно нанять; в Heroes IV существа в жилищах появляются постепенно, доступные для найма в любой день недели. В городах жилища можно улучшать для тренировки и найма улучшенных видов существ — эта возможность появилась в Heroes II и далее была исключена только из четвёртой части. Все виды существ по своей мощности разбиты на несколько уровней, и чем выше уровень существа, тем выше его характеристики и цена для найма, и тем ниже его еженедельный прирост.
Каждое существо имеет ряд характеристик, определяющих его боеспособность:
- Урон — это базовый показатель, на основе которого вычисляются повреждения, наносимые существом.
- Здоровье определяет размер повреждений, которой необходимо нанести существу, чтобы его убить.
- Атака и защита — это модификаторы, складываемые с аналогичными характеристиками героя: они определяют итоговый урон, наносимый существом и наносимый ему другими существами соответственно.
- Скорость обозначает максимальную дальность передвижения существа, тем самым распределяя очерёдность ходов в битве. В Heroes of Might and Magic V за очерёдность ходов отвечает отдельный параметр — инициатива.
- Количество выстрелов — если существо может стрелять, то у него имеется ограниченный запас выстрелов, исчерпав который, стрелок будет вынужден вступить в ближний бой (при этом штраф за урон в ближнем бою, который есть у большинства стрелков, не исчезнет). В Heroes IV медузы имеют бесконечный запас выстрелов, а в Heroes III и V сделать его бесконечным можно у любого существа, если герой приобретёт в кузнице тележку с боеприпасами. В Heroes II эта тележка является артефактом.
- Мана - пункты колдовства и книги заклинаний существа получили в Heroes IV и V. Сила заклинаний у существ-колдунов зависит от их численности в отряде. Запас маны, как правило, не слишком велик, но после боя он полностью восстанавливается.
- Мораль и удача — параметры, которые соответственно определяют для существа шанс повторного хода и нанесения двойного урона. Эти характеристики могут принять и отрицательные значения — в этом случае отряд может вынужденно пропустить ход или нанести только половинный ущерб. В Heroes IV система морали и удачи другая - мораль с самого начала раунда определяет, кто будет ходить первым, а кто последним. Высокая удача же снизит получаемый урон от удара противника (низкая удача, наоборот, повысит урон).

Разные существа могут иметь различный способ ведения боя: например, простая атака, атака без сдачи, атака всех рядом стоящих отрядов, стрелковая атака. Существа также отличаются и по способу перемещения на поле боя — либо полёт/телепортация, либо пешая ходьба. Кроме того, существа большинства видов обладают специальными способностями. Например, черные драконы (впервые появившиеся в Heroes II, и присутствующие в последующих частях) обладают полным иммунитетом к магии, а джинны в Heroes I и Heroes II имеют 10%-й шанс при ударе уничтожить половину любого вражеского отряда.

### Магия
Вся магия в серии Heroes of Might and Magic делится на заклинания, применяемые в сражениях, и на те, что применяются на карте приключений. Основы системы магии, используемой в большинстве игр серии, были заложены в Heroes of Might and Magic II. Начиная с неё, для применения заклятий расходуются очки магии, или маны, число которых зависит от параметра знания использующего их героя (в Heroes I вместо маны используется система заучивания заклинаний, позаимствованная из King’s Bounty). Все заклинания разбиты на несколько уровней, и чем выше уровень, тем эффективнее заклинание и выше его цена в очках магии. В основном, заклинания изучаются в городах, в гильдии магов, где каждому уровню магии соответствует свой этаж гильдии. Начиная с Heroes of Might and Magic III в игре появился новый, дополняющий принцип разделения заклинаний — деление на магические школы. В третьей части этих школ было четыре — школы огня, воды, воздуха и земли, которые не обладали чёткой специализацией и в игровом процессе были связаны лишь с четырьмя соответствующими стихиями. В Heroes IV и Heroes V магические заклинания, напротив, подразделяются на школы в зависимости от типа оказываемого эффекта.

### Города и расы
Все существа, города и герои в играх серии Heroes of Might and Magic объединены в несколько игровых рас. В Heroes I доступных для игры рас было четыре, и им соответствовали четыре класса героев — рыцарь, варвар, волшебница и чернокнижник; в Heroes II добавились маг и некромант. В последующих частях серии состав рас сильно изменялся. Каждой расе соответствует один тип города, один или два класса героев и шесть-восемь типов существ. Города — основной источник прибыли и пополнения армии, а также место для найма новых героев. В каждом городе за определённое число ресурсов можно строить одно новое здание в день. Для возведения многих построек требуется также наличие других определенных зданий. Таким образом, план отстройки города имеет вид маршрутной карты. Все здания в городах Heroes of Might and Magic можно разделить на несколько типов:
- Жилища существ — здания, поставляющие существ для найма в начале каждой игровой недели (в Heroes IV — каждый день). Начиная с Heroes II появилась возможность улучшения жилищ для найма усиленных существ.
- Городской центр, впервые появившийся в Heroes III, повышает приносимый городом доход и имеет несколько уровней отстройки.
- Укрепления улучшают обороноспособность города и представляют собой стены, ров и стрелковые башни. В Heroes III , Heroes V и Heroes VI они также увеличивают еженедельный прирост существ.
- Гильдия магов позволяет героям изучать заклинания. Гильдия имеет от трёх до пяти уровней, строящихся последовательно, каждый из которых открывает доступ к нескольким случайным заклинаниям данного уровня. Разные типы городов имеют разные вероятности появления в гильдии тех или иных заклинаний.
- К прочим зданиям относятся такие строения, как таверна, позволяющая нанимать героев, рынок, позволяющий торговать ресурсами, верфь, на которой можно построить корабли. У каждого из различных видов городов есть свои уникальные здания. Например, в некоторых городах Heroes III можно построить магазины артефактов, а в городе Некрополис — преобразователь скелетов, позволяющий превращать любых существ в скелетов.

В играх присутствуют также нейтральные существа, для которых нет соответствующего города. Такие существа могут принадлежать к какой-либо расе, но не нанимаются в городах.

### Сражения
Сражения в играх Heroes of Might and Magic также происходят в пошаговом режиме. Механика боёв на протяжении всей серии не сильно изменялась. На поле боя выходят от одного до семи отрядов в каждой армии. В одном отряде войска могут быть только одного типа. Бой разделен на раунды. В каждом раунде каждый отряд совершает одно действие. Очерёдность хода зависит от инициативы существа. Скорость можно увеличить или понизить способностями героев, артефактами, заклинаниями и особенностями существа. Параметр морали может повлиять на очерёдность хода и дать возможность отряду ходить дважды. Мораль, однако, может определяться другими существами в дружественной армии: войска одной расы могут повышать мораль, войска других рас — понижать. Помимо атаки противника, дружественным отрядам можно приказывать применять свою способность или заклинание, обороняться (увеличить собственную защиту путём пропуска хода) и, в некоторых частях, ждать — отряд пропускает ход и сможет совершить действие через несколько ходов других существ.